# Abdissa Aga
Abdissa Aga, né le 14 juin 1919 et mort en 1977, est un militaire et un résistant éthiopien.

## Biographie
Abdissa  Aagaa est originaire de Naggo, dans la province du Wellega de l'Empire éthiopien. Il naît le 14 juin 1919. Après la mort de son père, exécuté pour avoir tué son propre frère dans un conflit foncier, il entre à l’Académie militaire de Harar vers l'âge de 14 ans. Il achève sa formation militaire en 1928 et est affecté au front de Wallàga et participe à la résistance contre l'occupation italienne en 1936.
Il participa à des opérations de sabotage de plusieurs avions italiens. Blessé et capturé le lendemain, il est emprisonné à Jimma puis à Addis Abeba. Libéré brièvement, il fut de nouveau arrêté après l'attentat manqué contre Rodolfo Graziani. Il fut ensuite envoyé en exil à Mogadiscio, puis en Italie.
Dans un camp en Sicile où il rencontre et se lie d'amitié avec un yougoslave, le capitaine Julio. Sa première opération d'importance est effectué en coordination avec son ami et douze autres prisonniers[réf. nécessaire]. Il s’échappe dans les montagnes près de Naples avec d'autres prisonniers et mène des actions de guérilla contre les Italiens. Grâce aux munitions et aux armes trouvées dans le camp, il va mener la libération de plusieurs autres camps ainsi que le cambriolage de banques et d'entrepôts gouvernementaux[réf. nécessaire]. 
L'importance du groupe d'Abdissa a fini par inquiéter les officiels italiens qui décident de s'occuper sérieusement du problèmes. Incapables de le capturer, ils cherchent à négocier mais l'envoyé du gouvernement fasciste est assassiné par Abdissa, coupant l'espoir d'une résolution pacifique[réf. nécessaire]. À la suite de l'éclatement de la Seconde Guerre mondiale, il intègre son groupe aux forces des Alliés et prend la tête d'une unité de 380 patriotes. Abdissa poursuit ainsi ses opérations en Italie et mène son bataillon jusqu'à Rome où il entre en jeep avec le drapeau éthiopien flottant[réf. nécessaire].
Connu sous le nom de "Antonio" ou "Major Abdiisaa", il combat l’armée allemande pendant environ trois mois avant d’être rapatrié en 1945. À nouveau, lors de son entrée dans la capitale, Berlin, il arbore le drapeau de sa patrie[réf. nécessaire].
À la fin de la guerre, les Britanniques, les Canadiens et les Américains ont proposé à Abdissa de rejoindre leurs rangs en lui promettant de hauts postes. Il refuse toutes ces offres arguant que son pays passe avant tout et qu'il compte revoir le Negusse Negest Haile Selassie I. Irrités, les Alliés décident de le condamner pour actes de pillage en Italie. Un général britannique, surpris par la peine de prison, parvient à la faire commuer en une amende payée en partie par Abdissa[réf. nécessaire].
De retour en Éthiopie, il servit dans l’armée jusqu’à sa mort, atteignant le grade de sambal (major).